# Кейта, Ибрахима
Ибрахима Сори Кейта (фр. Ibrahima Sory Keita; род. 30 ноября 1944, Конакри) — гвинейский футболист, нападающий. Участник летних Олимпийских игр 1968 года, Кубка африканских наций 1970, 1974 и 1976.

## Биография
В Ибрахима Кейта начал играть за клуб «Хафия» в 1965 году. Вместе с командой многократно становился чемпионом Гвинеи и трижды завоёвывал победу в Африканском Кубке чемпионов в 1972, 1975 и 1977 годах.
В 1968 году главный тренер национальной сборной Гвинеи Наби Камара вызвал Ибрахима на летние Олимпийские игры в Мехико. В своей группе Гвинея заняла последнее четвёртое место, уступив Колумбии, Мексики и Франции. Ибрахима Кейта на турнире сыграл в трёх матчах.
В 1970 году участвовал на Кубке африканских наций, который проходил в Судане. Сборная Гвинеи заняла предпоследнее третье место в своей группе, обогнав Конго и уступив Гане и Объединённой Арабской Республике. Бангура сыграл в трёх играх и забил гол в ворота Конго.
Летом 1972 года в составе команды Африки участвовал на товарищеском турнире Кубке независимости Бразилии. По итогам 1972 года Кейта занял третье место при определении лучшего африканского футболиста года.
В 1974 году участвовал на Кубке африканских наций, который проходил в Египте. Сборная Гвинеи заняла предпоследнее третье место в своей группе, обогнав Маврикий и уступив Заиру и Конго. Кейта сыграл в двух играх данного турнира.
На Кубке африканских наций 1976 года в Эфиопии сборная Гвинеи стала обладателем серебряных наград турнира. Уступив в финальном раунде команде Марокко. Ибрахима сыграл в шести матчах и забил мяч в ворота Эфиопии. По итогам Кубка африканских наций вошёл в символическую сборную турнира.
По итогам голосования на официальном сайте ФИФА Кейта занял 24 место в определении лучшего игрока Африки в XX веке.

## Достижения
- Серебряный призёр Кубка африканских наций: 1976
- Победитель Африканского Кубка чемпионов (3): 1972, 1975, 1977